# Czarcikęs
Czarcikęs (Succisa Haller) – rodzaj roślin z rodziny przewiertniowatych (Caprifoliaceae). Obejmuje trzy gatunki, z których jeden – czarcikęs łąkowy S. pratensis – jest szeroko rozprzestrzeniony w Europie po Kaukaz i Syberię, rośnie także w Polsce. Gatunek ten lokalnie wykorzystywany jest w ziołolecznictwie. Dwa pozostałe gatunki mają bardzo ograniczone zasięgi. S. pinnatifida jest endemitem północno-zachodniej Hiszpanii i Portugalii, a S. trichotocephala Kamerunu, gdzie rośnie na górskich łąkach, skrajach lasów i w lukach w lasach z Gnidia glauca na rzędnych od 1800 do 3000 m n.p.m. Gatunek ten ujęty jest w czerwonej liście krajowej i światowej.

## Morfologia
PokrójByliny o pędach osiągających do 50 cm wysokości.
LiścieUlistnienie nakrzyżległe. Liście pojedyncze, całobrzegie lub dolne ząbkowane, a górne klapowane.
KwiatyŻeńskie i obupłciowe zebrane są w kwiatostan typu koszyczek wsparty krótkimi i miękkimi listkami okrywy. W odróżnieniu od innych rodzajów podrodziny Dipsacoideae kwiaty brzeżne nie są większe od umieszczonych wewnątrz kwiatostanu i w jego obrębie brak sztywnych szczecinek. Kielich złożony z 5 długich ości. Prócz niego występuje kieliszek o 4 jajowatych ząbkach. Korona niebieskofioletowa lub różowa, powstaje w wyniku zrośnięcia czterech płatków, u dołu tworzących krótką rurkę, o łatkach zaokrąglonych. Pręciki cztery. Zalążnia dolna, jednokomorowa, z jednym zalążkiem. Szyjka słupka pojedyncza.
OwoceNiełupki zwieńczone czterema ośćmi trwałego kielicha.

## Systematyka
Rodzaj tradycyjnie zaliczany był do rodziny szczeciowatych Dipsacaceae. Rodzina ta od systemu APG II z 2003 włączana jest w randze podrodziny Dipsacoideae Eaton do rodziny przewiertniowatych Caprifoliaceae (opcjonalnie, a od systemu APG III z 2009 już zupełnie). 
Wykaz gatunków
- Succisa pinnatifida Lange
- Succisa pratensis Moench – czarcikęs łąkowy
- Succisa trichotocephala Baksay (syn. S. kamerunensis Engler ex Mildbraed)[12]